# Parodontophora cobbi
Parodontophora cobbi is een rondwormensoort uit de familie van de Axonolaimidae. De wetenschappelijke naam van de soort is voor het eerst geldig gepubliceerd in 1952 door Timm.